# Гегсдорф
Гегсдорф (нім. Högsdorf) — громада в Німеччині, розташована в землі Шлезвіг-Гольштейн. Входить до складу району Плен. Складова частина об'єднання громад Лютьєнбург.
Площа — 10,92 км2. Населення становить 409 ос. (станом на 31 грудня 2020).